# تابوبيا بيضاء شاحبة
تابوبيا بيضاء شاحبة (الاسم العلمي:Tabebuia hypoleuca) هي نوع من النباتات تتبع جنس التابوبيا من الفصيلة البنيونية. تم وصف هذا النوع من النبات علمياً لأول مرة من قبل شارلز رايت وإغناتز أوربان سنة 1908.

## الموئل والإنتشار
مواطن هذه الشجرة الأصلية هي في كوبا.

## مرادفات الاسم العلمي
- تابوبيا أكونية (Tabebuia acunana) نسبةً إلى عالم النبات الكوبي جوليان أكونا غاليه (بالإسبانية: Julián Acuña Galé)‏.
- تيكومة بيضاء شاحبة (Tecoma hypoleuca)